# Pipizella thapsiana
Pipizella thapsiana är en tvåvingeart som beskrevs av Kassebeer 1995. Pipizella thapsiana ingår i släktet rotlusblomflugor, och familjen blomflugor.
Artens utbredningsområde är Marocko. Inga underarter finns listade i Catalogue of Life.